# Schwedenschanze (Zuflucht)
Die Schwedenschanze ist eine Festungsanlage in dem zu Bad Peterstal-Griesbach gehörenden Ort Zuflucht, an der von der B 500 (Schwarzwaldhochstraße) abzweigenden L 402, der „Oppenauer Steige“. Ganz in der Nähe liegt die Röschenschanze und vier Kilometer südöstlich die Alexanderschanze.
Trotz des Namens „Schwedenschanze“ ist nicht belegt, dass während des Dreißigjährigen Kriegs jemals schwedische Truppen in dem Bereich waren. Der Bereich der Schanze ist ein Bodendenkmal nach dem baden-württembergischen Denkmalschutzgesetz.

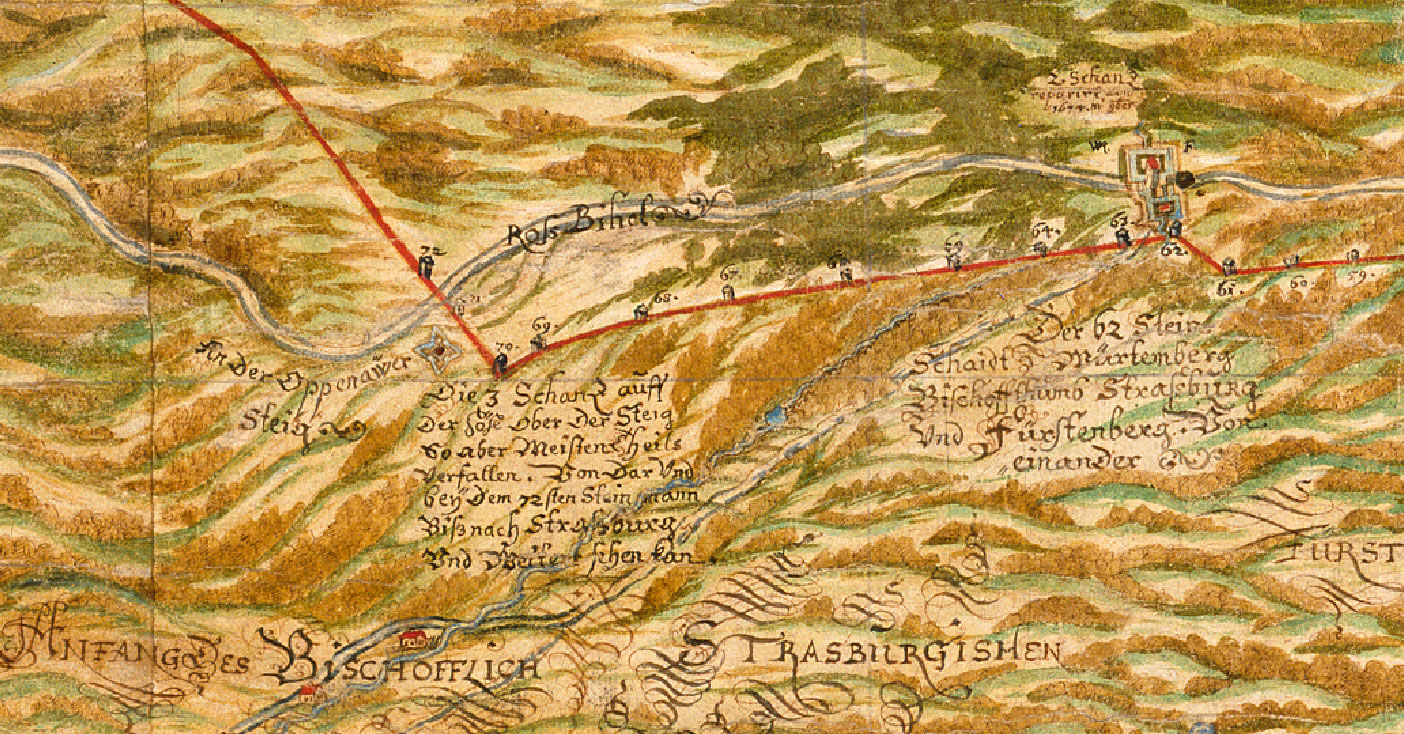
Ausschnitt aus der Karte von Georg Ludwig Stäbenhaber

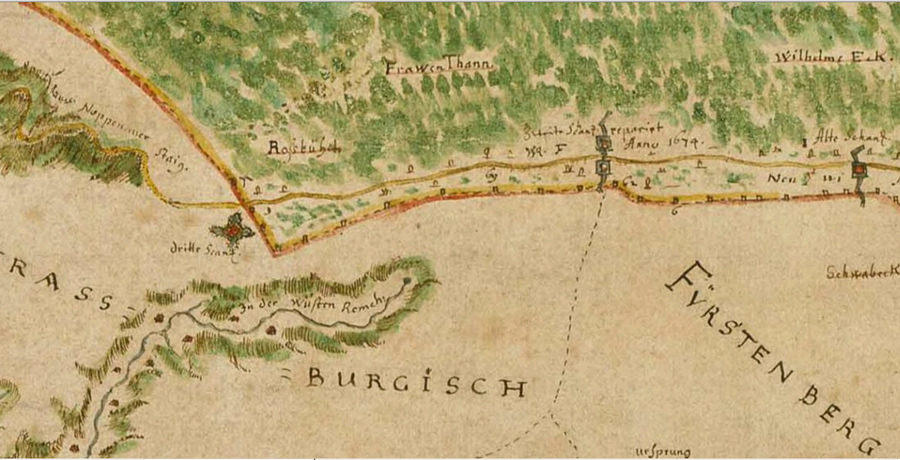
Ausschnitt aus der Karte vom Prälat Mayer

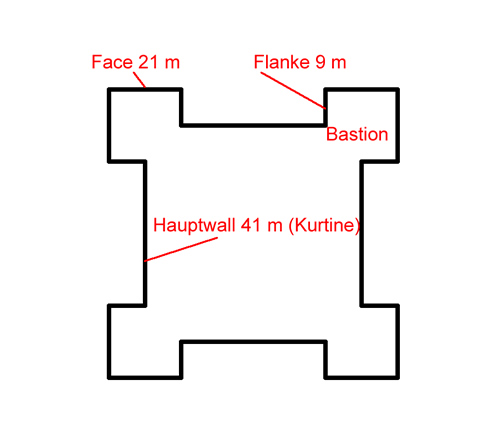
Grundriss

## Geschichte
Laut Stälin ließ der Straßburger Bischof Johann von Dirpheim (Bischof von 1306 bis 1328) am Kniebis Befestigungen anlegen. Georg Gadner hat auf seiner Karte „Baiersbronner Forst“ kurz vor der Oppenauer Steige ein „Württembergisch Lager Anno 1593“ eingezeichnet, das kann nur die heute als Schwedenschanze bezeichnete Anlage sein. In diesem Jahr 1593 begann die Herrschaft des in Mömpelgard (Montbeliard) regierenden Herzog Friedrich. Er stationierte Soldaten in der Schanze, um im Straßburger Kapitelstreit seine Interessen besser vertreten zu können.
Auf der Karte von Stäbenhaber aus dem Jahr 1674 erkennt man eine bereits damals als verfallene bezeichnete Befestigungsanlage. Der Kommentar auf der Karte „Die 3. Schanz auf der Höhe über der Steig, so aber meistenteils verfallen…“. Rechts auf dem Kartenausschnitt ist die 2. Schanz, die heutige Alexanderschanze zu sehen.

## Beschreibung
Die Anlage ist als Wallanlage mit umlaufendem Graben und vier Bastionen ausgeführt. Die Bastionen haben nur schwach ausgeprägte Spitzen, der Winkel zwischen den Facen betragen fast 90 Grad. Länge der einzelnen Wallkomponenten, gemessen jeweils auf der Mitte des Walls: Hauptwall 41 m, Bastions-Flanke 9 m, Bastions-Face 21 m. Von innen gemessen beträgt die Wallhöhe etwa 2 m, teilweise noch weniger. Von der außen umlaufenden Grabensohle aus bis zur Wallkrone sind es rund 3 m.
Die Schanzanlage ist gut zugänglich.

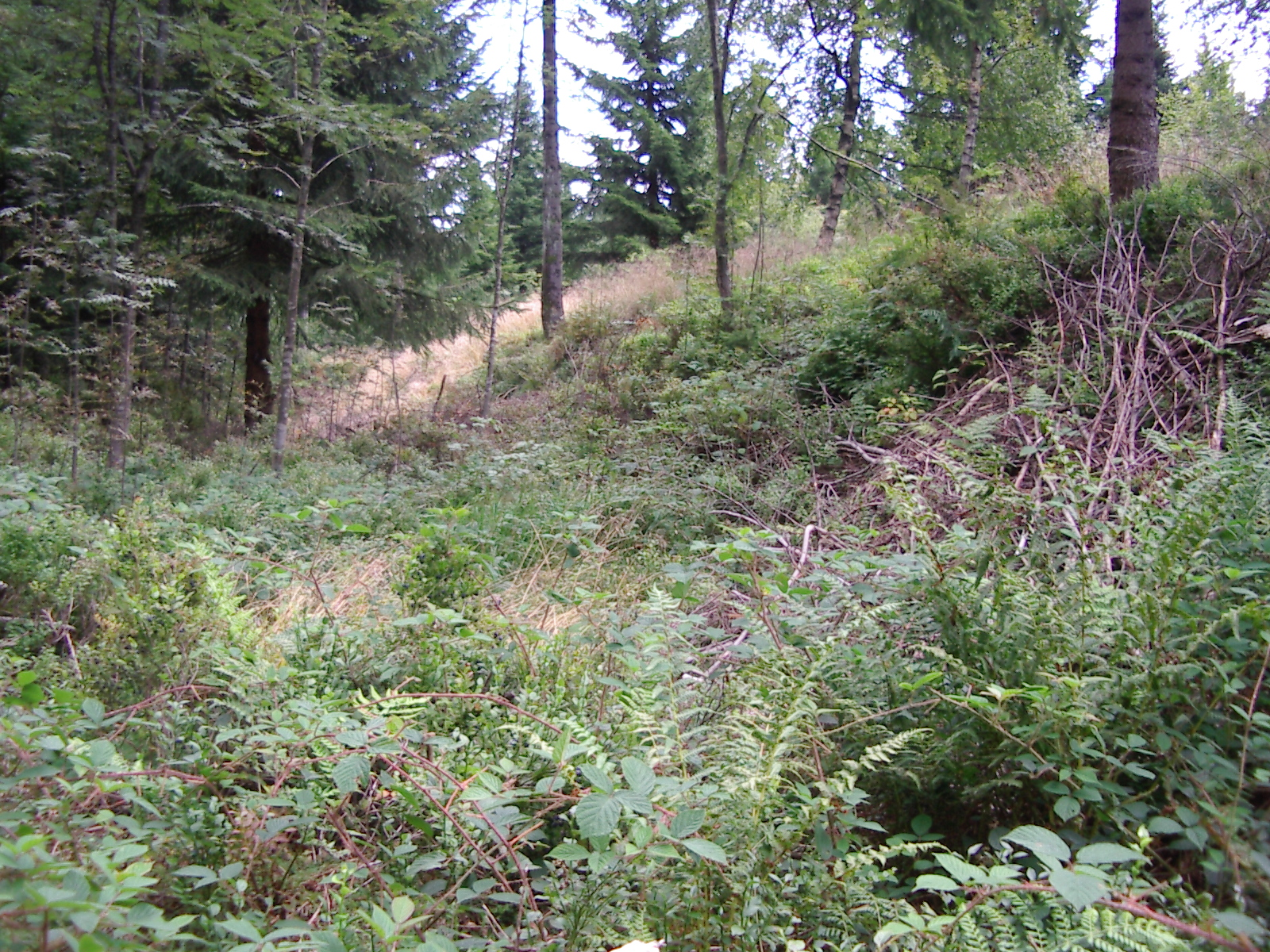
Umlaufender Graben
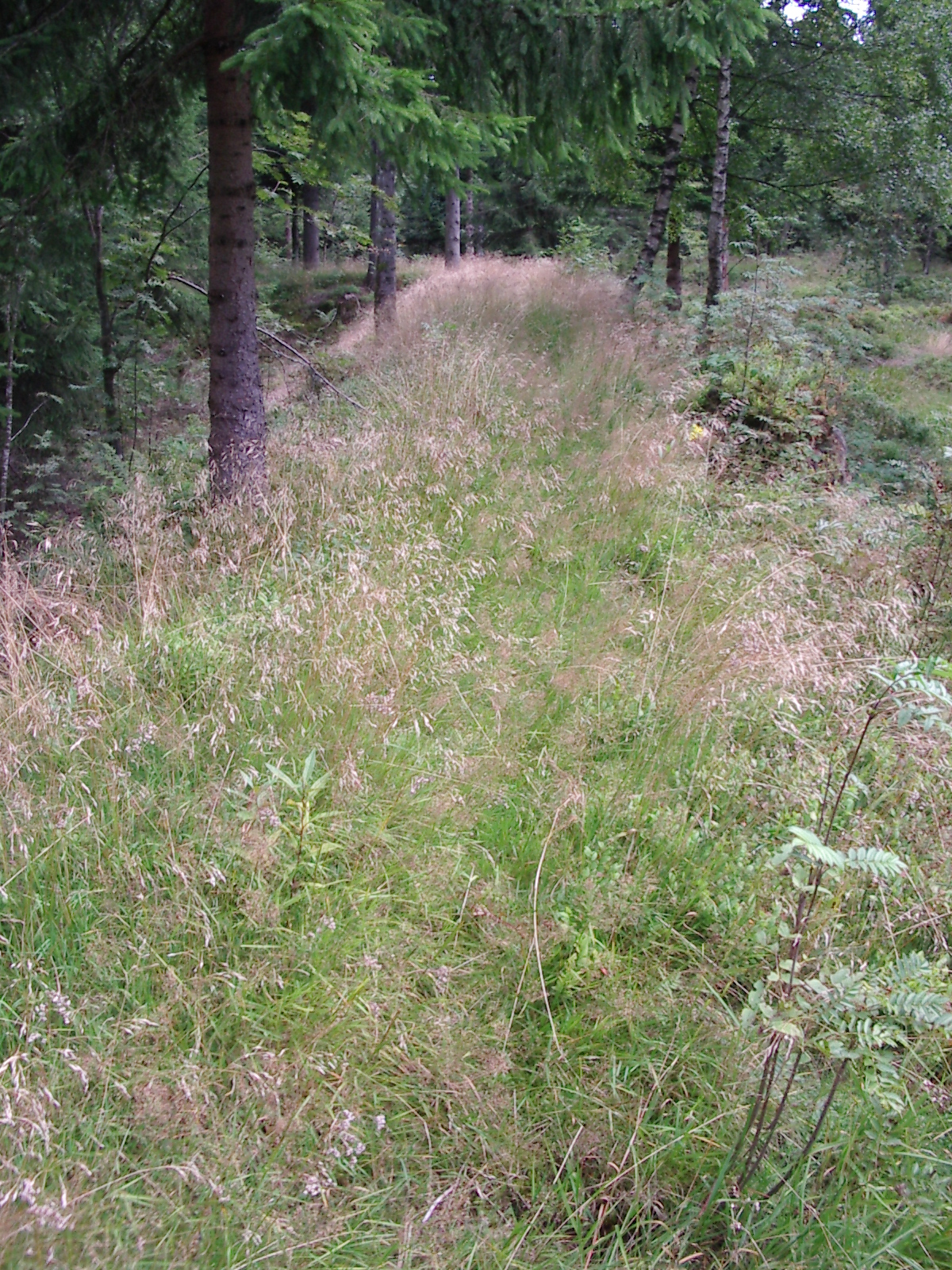
Hauptwall (Kurtine)
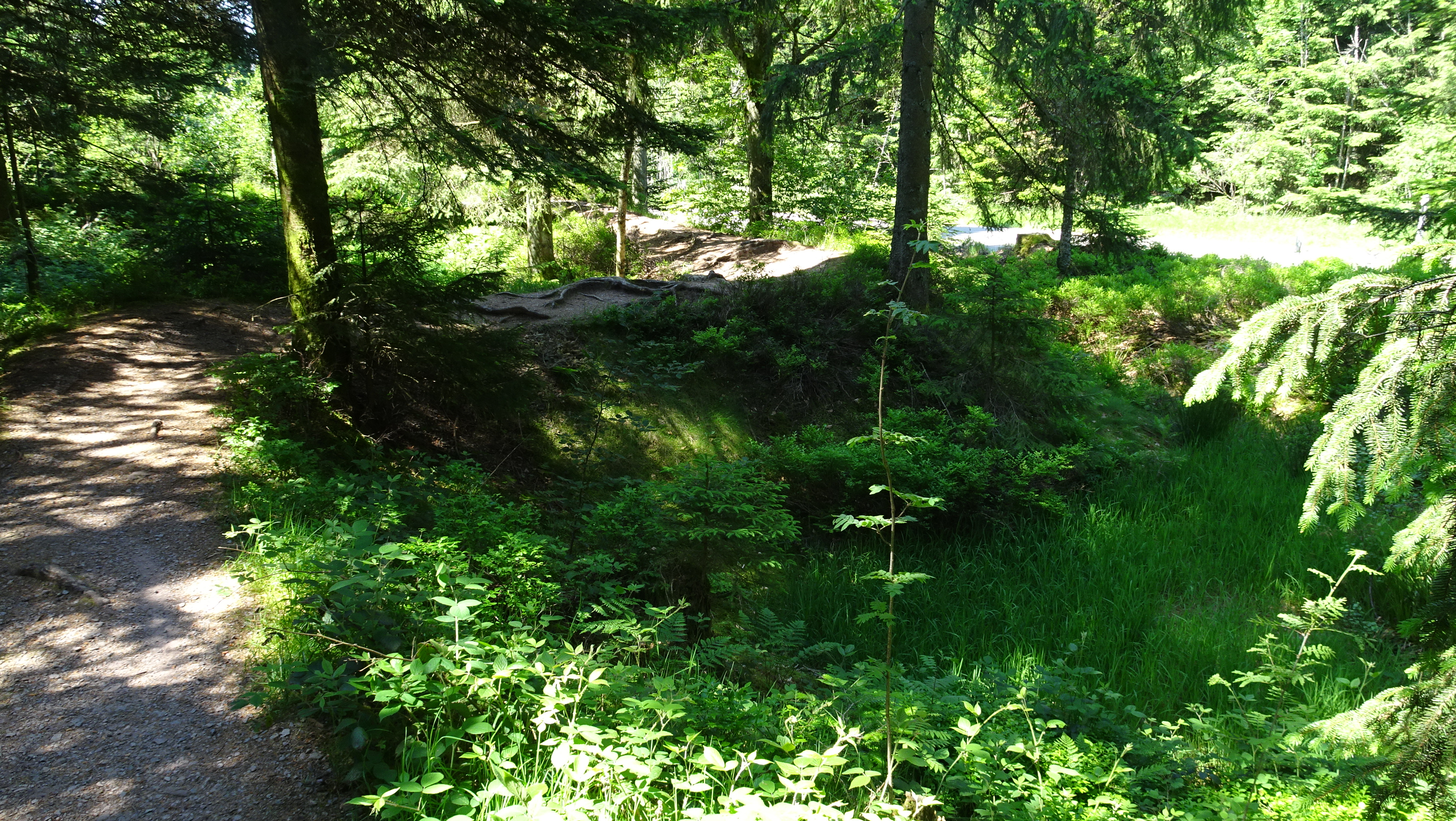
Bastion Schwedenschanze